# Kou Nai-han
Kou Nai-han (Chinês: 顧乃涵; pinyin: XGù Nǎihán); Taipé Chinesa, 12 de março de 1982) é uma voleibolista de praia de Taipé Chinesa.

## Carreira
Em 2003 representou seu país na modalidade de vôlei de quadra (indoor) na edição da Universíada de Verão em Daegu e alcançou a medalha de prata, na edição de 2005 realizada em Esmirna sagrou-se medalhista de ouro. No ano de 2006 disputou a edição dos Jogos Asiáticos em Doha, quando finalizou com a medalha de bronze e terminou na décima segunda posição na edição do Campeonato Mundial no Japão, assumindo em 2007 a capitania da equipe na edição do Grand Prix de Voleibol, trazendo já 16 participações internacionais no currículo de jogadora indoor.
No ano de 2010 estreou no Circuito Mundial de Vôlei de Praia ao lado de Hui Min Chang no Aberto de Seul, na temporada seguinte estiveram no Circuito Asiático e em 2012 no Grand Slam de Pequim.Em 2015 terminou na terceira posição ao lado de Tsui-Jung Tsai na etapa sul-coreana da Continental Cup e o décimo sétimo posto na edição do Campeonato Asiático de Vôlei de Praia em Hong Kong.
E ao lado de Shu-Fen Wu terminaram na nona posição na etapa de do Circuito Asiático de 2016 de Palembang, e com esta terminou me terceiro na Continental Cup (Semifinals) e neste posto terminou na outra etapa tailandesa da Continantal Cup (Semifinals) atuando ao lado de Pi Hsin Liu, e com esta atleta  terminou na quinta posição na etapa da Continental Cup Finals de 2016 em Cairns.
Na temporada de 2017 do circuito asiático voltou a competir ao lado de Shu-Fen Wu, e a partir de 2018 firmou nova parceria com Pi Hsin Liu conquistando no circuito mundial o vice-campeonato no torneio duas estrelas de Jinjiang, o título no torneio uma estrela de Ulsan e o bronze no torneio uma estrela em Daegu, além da quinta posição na edição do Campeonato Asiático de Vôlei de Praia de 2018 realizado em Satun.
Em 2019 juntas conquistaram o título no torneio uma estrela de Satun, quarto posto no torneio duas estrelas de Qidong, mesmo posto no circuito asiático realizado em Penghu e no circuito mundial de 2020 conquistaram o título do torneio uma estrela em Langkawi.

## Títulos e resultados
- Torneio 1* de Langkawi do Circuito Mundial:2020
- Torneio 1* de Satun do Circuito Mundial:2019
- Torneio 1* de Ulsan do Circuito Mundial de Vôlei de Praia:2018
- Torneio 2* de Jinjiang do Circuito Mundial de Vôlei de Praia:
- Torneio 1* de Daegu do Circuito Mundial de Vôlei de Praia:2018
- Torneio 2* de Qidong do Circuito Mundial:2019